# Simone Vagnozzi
Simone Vagnozzi (Ascoli Piceno, 1983. május 30. –) olasz hivatásos teniszező. Hatéves korában kezdett teniszezni. Legnagyobb sikere a 2010-es Swedish Openen elért páros döntője Andreas Seppivel az oldalán.

## ATP-döntői

### Páros

#### Elvesztett döntői (1)
|   | Dátum             | Torna                | Borítás | Partner       | Ellenfelek a döntőben          | Eredmény a döntőben | Eredmény a döntőben |
| 1 | 2012. október 21. | Swedish Open, Båstad | Salak   | Andreas Seppi | Robert Lindstedt / Horia Tecău | 4–6, 5–7            |                     |